# Роксан Гей
Роксан Гей (англ. Roxane Gay; 15 жовтня 1974, Омаха) — американська письменниця, редакторка і коментаторка. Вона є авторкою колекції есеїв «Bad Feminist» (2014), що стала бестселером за версією «The New York Times», а також збірки оповідань «Ayiti» (2011), роману «An Untamed State» (2014), збірки оповідань «Difficult Women» (2017) і мемуарів «Голод» (2017).
Гей була доценткою в Східному Іллінойському університеті протягом чотирьох років, а потім приєдналась до університету Пердью як доцентка англійської мови. У 2018 році вона оголосила, що залишає Пердью, щоб стати гостьовою професоркою в Єльському університеті.
Гей є авторкою публікацій у «The New York Times», засновницею «Tiny Hardcore Press», редакторкою есеїв у «The Rumpus», а також співредакторкою у колективі неприбуткового літературного мистецтва «PANK».

## Ранні роки та освіта
Гей народилась в Омасі, штат Небраска, в родині гаїтянського походження. Вона навчалася в середній школі Академії Філліпса Ексетера в Нью-Гемпширі.
Гей розпочала навчання в Єльському університеті, але покинула на першому ж році, щоб продовжити романтичні стосунки в Аризоні. Пізніше вона отримала ступінь бакалавра в штаті Небраска, а також здобула ступінь магістра з поглибленим вивченням творчого письма від Університету Небраски-Лінкольну. У 2010 році Гей отримала докторський ступінь з риторики та технічних комунікацій у Мічиганському технологічному університеті, із дисертацією «Subverting the Subject Position: Toward a New Discourse About Students as Writers and Engineering Students as Technical Communicators», науковою керівницею якої стала докторка Енн Брейді.

### Bad Feminist
Збірка есеїв Гей «Bad Feminist» була видана у 2014 році й мала широке визнання; вона розглядає як культурні, так і політичні питання, і стала бестселером «New York Times». Рецензент журналу «Time» назвав «Bad Feminist» «посібником про те, як бути людиною» (англ. «a manual on how to be human») і назвав Гей «талантом, який не перестає дивувати» (англ. «gift that keeps on giving»). В інтерв'ю журналу у 2014-му році Гей пояснила свою роль як феміністки і як це вплинуло на її письменницьку справу:
У кожному з цих есеїв найбільш за все я намагаюся показати, як фемінізм впливає на моє життя на краще чи гірше. Ці есеї просто показують, як це — жити у цьому світі як жінка. Це навіть не про фемінізм per se, це про людяність і співчуття.
Розгляд гендерної теорії Роксан Гей так само ініціює в першу чергу з точки зору досвіду, а не з точки зору академічного знання:
На всіх нас вплинула культура, де жінки вважаються нижчими за чоловіків…. У відповідь на ці обмежені способи, якими ми розмовляємо, думаємо про гендер, як ми захищаємо наші права, ці вакууми, в яких ми ведемо культурні розмови, незалежно від того, наскільки хорошими є наші наміри, незалежно від того, наскільки тонко продуманий наш підхід, я не можу перестати думати, — тут ми всі програємо. Я не впевнена, як ми можемо стати кращими у веденні цих розмов, але я знаю, що нам потрібно подолати наші глибоко укріплені позиції та нашу схильність відкидати нюанси. Ми повинні бути більше зацікавлені в тому, щоб робити речі кращими, ніж просто мати рацію, або бути цікавими, або смішними.
У «The Guardian» критикиня Кіра Кокрейн запропонувала подібну оцінку:
Хоча онлайн-дискурс часто характеризується екстремальними, поляризованими думками, її написання відрізняється тим, що є витонченим і дискурсивним, воно здатне заглядати за ріг, розпізнавати інші точки зору і при цьому обережно розвивати свою. У друкованому вигляді, у Twitter та особисто, голос Гей — це голос друга, до якого ти першим звертаєшся за порадою, спокійний і в здоровому глузді, а також смішний, той, хто багато бачив і є абсолютно непохитною на у прагненні до своєї мети.
Група феміністичних вчених і активістів проаналізувала збірку есеїв Гей для «Short Takes: Provocations on Public Feminism», ініціативи феміністського журналу «Signs: Journal of Women in Culture and Society».
Збірка есеїв «Bad Feminist» покладена в основу виступу Роксан Гей на «TED».

### Інші проєкти
Гей була редакторкою феміністського онлайн-видання «The Butter» з листопада 2014 по серпень 2015 року. На «The Butter» публікуються найрізноманітніші теми, включаючи інвалідність, літературу, сім'ю, музику. «The Butter» перестало існувати у серпні 2015 року, коли Гей заявила, що вона має «надмірне навантаження» (англ. «simply stretched too thin»).
Гей була колумністкою американського «Guardian» у 2015—2018 роках.
Гей була гостьовою суддею та гостьовою редакторкою щорічної антології «The Masters Review» у 2017 році.
Гей була показана в п'ятихвилинному ролику «This American Life» 17 червня 2016 року, де вона говорить про своє тіло, і те, як її сприймають як товсту людину.
Гей також редагувала книгу «Girl Crush: Women's Erotic Fantasies».
Роксан Гей була включена в книгу 2016 року «В компанії жінок: натхнення та поради від понад 100 творців, художниць і підприємців».
У квітні 2018 року Гей, у співпраці з «Medium», створила місячний попап журнал під назвою «Unruly Bodies». Журнал досліджував відносини, які люди мають з їхніми тілами, через антологію есе 25 авторів (у тому числі й самої Гей).

## Нагороди
- 2015: Нагорода «Pen Center USA Freedom to Write»[35]
- 2018: Стипендія Гуггенхайма для творчості в загальній науковій літературі[36]
- 2018: Премія Ейснера за Найкращу Лімітовану серію, за «World of Wakanda» (з Ta-Nehisi Coates та Alitha Martinez)[37]
- 2018: Нагорода опікунської ради Літературної премії Лямбда[38]
- 2018: Літературна премія Лямбда за публіцистику на тему бісексуальності, за «Hunger»[38]

## Теми
Більшість письмових робіт Гей стосується аналізу та деконструкції феміністських і расових питань через призму її особистого досвіду расової, гендерної ідентичності та сексуальності.

## Особисте життя
Гей почала писати есеї у підлітковому віці. На її роботу сильно вплинуло сексуальне насильство, яке вона пережила у віці 12 років.
Гей є відкритою бісексуалкою.
У квітні 2018 року Гей повідомила, що в січні 2018 року їй була зроблена резекція шлунка.

## Сім'я
- Кузина — Клодін Гей

## Роботи та публікації
Художня література
- Gay, Roxane (2011). Ayiti. New York/Oregon: Artistically Declined Press. ISBN 978-1-450-77671-4. OCLC 776999100.
- Gay, Roxane (2014). An Untamed State. New York: Black Cat / Grove Atlantic. ISBN 9780802122513. OCLC 903123484.
- Gay, Roxane (2017). Difficult Women. New York: Grove Atlantic. ISBN 978-0-802-12539-2. OCLC 957223378.

Нехудожня література
- Gay, Roxane (2014). Bad Feminist. New York: Harper Perennial. ISBN 978-0-062-28272-9. OCLC 877890878.[25][42][43]
- Gay, Roxane (2017). Hunger: A Memoir of (My) Body. New York: Harper. ISBN 9780062362599. OCLC 918590664.

Інші вибрані роботи
- Gay, Roxane (2010). Subverting the Subject Position: Toward a New Discourse About Students as Writers and Engineering Students as Technical Communicators (Thesis/dissertation). Houghton, MI: Michigan Technological University. OCLC 774576963.